# レムニア語

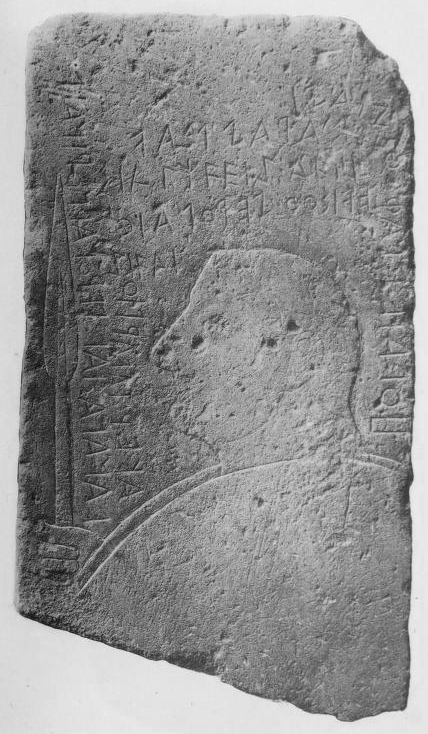
レムニア語石碑の写真

レムニア語（レムニアご）は、エーゲ海北東部のレムノス島（リムノス島）で使われていた古代の言語。現存する資料は実質ただ1つにすぎないが、エトルリア語と関係があることが知られている。

## 概要
エトルリア語と同系統の言語と考えられている言語には、レムニア語とアルプスのラエティア語があり、この3言語をまとめてティルセニア語族と称することもある。両言語はどちらもきわめて限られた資料しか存在しないが、知られるかぎりではエトルリア語に非常に近く、互いに理解できたとも考えられている。
エトルリア語とレムニア語の使われた地域は非常に離れているが、もともと東方で話されていた言語が西に移動してエトルリア語になったという説と、逆にイタリアが原郷であって、レムニア語の話者は東に移動してきたという両方の説がある。
レムニア語の資料として知られているのは、1885年にレムノス島のカミニアで発見された石碑で、紀元前6世紀後期のものとされる。兵士の絵とともに記され、98文字、33の単語を記している。また、1928年にはよく似た言語で書かれた陶器の断片が発見されている。レムノス島は紀元前6世紀後半にアテネに征服されるが、それまではエトルリア語に似た言語が話されていたことをこのことで知ることができる。文字は牛耕式で書かれている。
2009年に新しい碑文（26文字）がレムノス島のイフェスティア（ヘーパイスティアー）で発見された。